# Слон (ресторан, Хмельницький)
Будинок за адресою Проскурівська, 15 — двоповерхова споруда у Хмельницькому. У першій половині ХХ століття в ньому розташовувався «Слон» — найпопулярніший ресторан Проскурова. Він майже чотири десятиліття займав весь перший поверх будинку № 15, у якому нині розташовується Бюро технічної інвентаризації та ресторан «Кондитерська лавка».

## Історія

### Спорудження, рання історія
Назва будівлі походить від форми фасаду споруди, яка нагадує голову слона. Існують відомості, що колись над входом у ресторан був балкон, який підтримували ікла слона, але до сьогоднішніх днів цей балкон не зберігся.
Достовірно невідомо, хто і коли побудував цей будинок і хто був засновником ресторану «Слон». Можлива дата заснування — 1890 р. Але точно можна стверджувати лише те, що у 1908 році цей ресторан вже успішно працював та вважався найкращим у місті. Ресторан «Слон» завжди намагався підтримувати свою високу марку.4

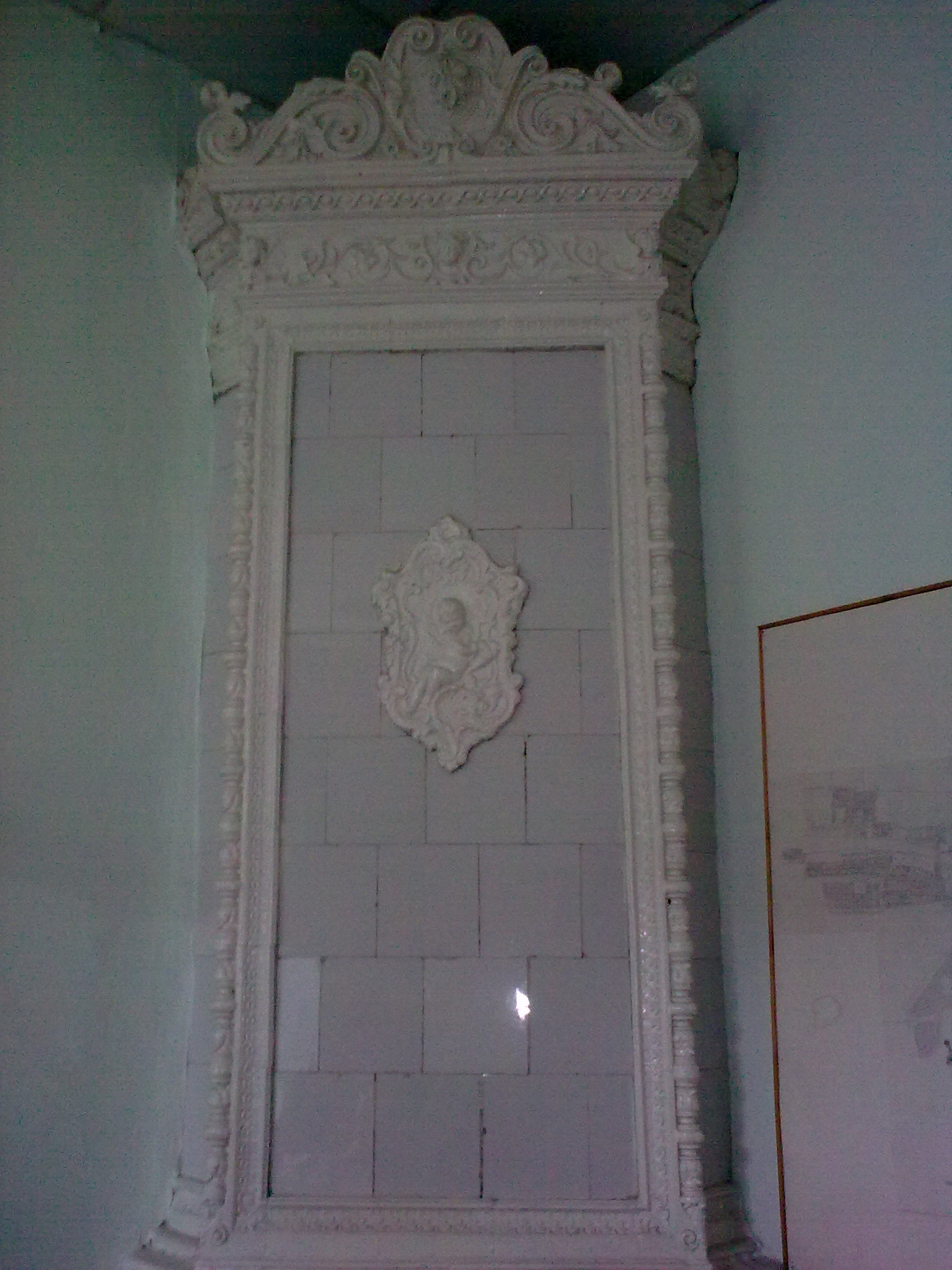
камін

На відміну від багатьох подібних закладів (а станом на 1909 рік у Проскурові було 9 ресторанів і трактирів, 17 харчевень, закусочних і чайних, 1 буфет, 39 пивниць та винниць), «Слон» пропонував відвідувачам найвишуканий асортимент. Кухня ресторану особливо славилася оригінальними холодними закусками та фірмовою заливною рибою, а також різноманітним вибором вин і делікатесів.5 Кажуть, що навіть під час громадянської війни, коли в країні панували голод і розруха, у «Слоні» можна було замовити (зрозуміло, за великі гроші) чорну ікру й ананаси. Ще одним «козирем» ресторану тривалий час був оркестр сліпих музикантів, що складався з 18 чоловік, які грали вечорами. Відвідувачі спеціально приходили послухати їхнє віртуозне виконання і замовляли хоча б склянку чаю, якщо не могли собі дозволити більш розкішної вечері.
Над рестораном, на другому поверсі будинку, були обладнані готельні номери. В них міг зупинитися будь-який приїжджий, але здебільшого номери використовували для інших потреб.

Ось що повідомляв поліцейський справник у рапорті від 28 жовтня 1914 року: 
|  | Проверкою подтверждено, что нумера над рестораном „Слон“ главным образом служат для времяпрепровождения с девицами легкого поведения и посему вышеупомянутые нумера необходимо незамедлительно закрыть в соответствии с требованиями военного положения. |

 (Нагадаємо, що в 1914 році йшла Перша світова війна, а Проскурів перебував у прифронтовій смузі). Але, як свідчать інші документи, готельні номери так і не закрили, і вони приймали «гостей» до 1921 року. Цікаво, що зберігся камін, який прикрашав інтер'єр готельного номера, а тепер там обладнане архівне приміщення БТІ.
Із цим готельним номером пов'язана «Легенда про троянду». В кінотеатрі «Модерн» (тепер музична школа) продавала квитки літня жінка, у якої було спотворене обличчя, яке лякало відвідувачів. Хоча в молоді роки вона була дуже вродливою, її красу порівнювали з красою троянди. Дівчина мала багато прихильників, працюючи в готельних номерах. З роками вона зрозуміла, що таке життя є ганьбою для неї і вирішила змінити його, змінивши професію. Але один із палких прихильників не зміг із цим змиритися і облив обличчя дівчини кислотою. Після цього її життя стало нестерпним.

### За часів радянської влади
У перші роки радянської влади в місті було проведено перерозподіл приміщень між різними установами й організаціями. «Слон» так і залишився рестораном, а от «нумера» передали під класи польської школи ім. Костюшка. Однак такий симбіоз ресторану та школи існував нетривалий час, і незабаром над «Слоном» знову були обладнані готельні номери. Але тепер заклад був вже суто «радянського типу», із відповідною назвою — «Готель № 1 міськкомунгоспу».
Саме в цьому готелі у вересні 1938 року зупинялася знімальна група під керівництвом відомого кінорежисера Олександра Довженка, що знімала у Проскурові деякі епізоди фільму «Щорс».6
Після Другої світової війни готель № 1 ще кілька десятиліть продовжував діяти, поки у 1967 році не відкрили новий комфортабельний готель «Жовтневий», який перейняв на себе основні турботи по обслуговуванню гостей обласного центру.

### Сучасність
Отож готель № 1 припинив існування у 1967 р., а от «Слон» свою «спеціалізацію» проніс, як кажуть, через віки, щоправда, змінюючи при цьому назви — тривалий час ресторан називався «Центральний», потім — «Дружба», згодом тут були й звичайна їдальня, й кафе «Кристал», й бар «Едем», який функціонував до 2004 року. З 2005 почалася судова тяганина навколо цього кафе. І ось, 28 травня 2010 року там відкрилась «Кондитерська лавка», яка відроджує колишню славу найкращого ресторану Проскурова. До речі, це перший заклад у місті, в оформленні якого використано історичні фото Проскурова, та протягом свого існування не змінював цільового призначення, а лише розширюється і доповнюється. Незабаром буде переплановано приміщення, де будуть представлені для відвідувачів матеріали про історію міста та закладу.
У 2015 році була проведена реконструкція фасаду цього будинку.